# Demetrio Paleólogo (hijo de Andrónico II)
Demetrios Angelos Doukas Palaiologos (griego: Δημήτριος Ἄγγελος Δγολος Δαλαιολόγος; 1297-después de 1343) era un hijo del emperador bizantino Andrónico II Paleólogo (que reinó entre 1282 y 1328) y su segunda esposa, Irene de Montferrato.
Nacido ca. 1297, Demetrio era el más joven de los hijos de Andrónico II. En ca. 1304, fue enviado a la corte del gobernante serbio Esteban Uroš II Milutin, destinado a convertirse en su sucesor; su estancia allí fue corta, sin embargo, y pronto regresó a Constantinopla. En 1306 fue nombrado al rango más alto de la corte, el de Déspota. En la guerra civil bizantina de 1321-1328, Demetrio se puso del lado de su padre contra su sobrino, Andrónico III Paleólogo. En 1327-1328, durante la última etapa de la guerra civil, se desempeñó como gobernador de Tesalónica. Finalmente, se vio obligado a huir a Serbia, mientras que Andrónico III logró cautivar a su esposa y sus hijos, pero Demetrio regresó a Constantinopla después de la victoria final de Andrónico III. Fue acusado de conspirar contra su sobrino en 1336/37, pero Andronico III retiró los cargos. Nada más se sabe de él después de 1343.
Demetrios también fue un consumado teólogo y pintor en miniatura. La identidad de su esposa no está establecida, pero posiblemente ella era Teodora Comneno. Por ella tenía una hija, la futura emperatriz Irene, y al menos otro niño, sin nombre.